# Église Saint-Aubin de Saint-Aubin-de-Crétot
L'église Saint-Aubin est une église catholique située dans la commune de Saint-Aubin-de-Crétot, en France.

## Localisation
L'église est située à Saint-Aubin-de-Crétot, commune du département français de la Seine-Maritime.

## Historique
L'église conserve des éléments du XIIe siècle.
La nef et le transept sont datés pour leur part du XVIe siècle. Des combats entre la Ligue et les soldats d'Henri IV sont supposés avoir eu lieu devant l'édifice en 1592, ayant laissé des impacts de balles.
Une sacristie est ajoutée en 1880.
L'édifice est inscrit au titre des monuments historiques le 19 juillet 1926.

## Description
L'église est en pierre et silex et la nef du XVIe siècle conserve une voûte de bois.
L'église conserve une décoration de lions et têtes de mort sur le portail ainsi qu'un chapiteau du XIIe siècle-XIIIe siècle comportant des personnages ailés.
L'édifice conserve en outre un retable du XIVe siècle-XVe siècle pourvu de scènes de la Passion du Christ. Dans la nef se trouvent deux statues représentant sainte Barbe et sainte Madeleine.